# 張介然
张介然（？—756年），本名六朗，唐蒲州猗氏人。安史之乱爆发后，被任命为河南节度使，驻守陳留。不久，城池陷落，被安禄山捉捕，在軍營門口斬殺。

## 生平
天宝年間，王忠嗣、皇甫惟明、哥舒翰接連擔任节将，都委任张介然为营田使、支度使等职位。升遷為卫尉卿，同時仍代理行军司马。又加封為银青光禄大夫，担任上柱国，又因为上书皇上，特地加以赏赐。
张介然曾经上奏说：“我现在官居三品，应当陈列棨戟表示地位。但如果只在帝都摆出，乡里的人就不知道我的尊贵。我是河东人，请求在故乡也陈列戟表示地位。”唐玄宗说：“现在给的可以在故乡陈列，在京城放置的应当另外赐予你。”张介然拜谢后退下。唐玄宗又赏赐了五百匹绢，并下令设宴款待其街坊邻居，以示恩宠。在家乡列戟，是从张介然开始的。哥舒翰在西京举荐他为少府监。
安禄山準備進犯河南洛陽一帶。张介然擔任河南节度使，駐守陈留。陈留有万户人家，但向来不熟悉作战。张介然到任几天，安禄山军已经渡过黄河。前者虽然登上城墙，守卫要害的地方，但是后者有十万骑兵，在经过的地方大肆杀戮，烟尘遮天蔽日，弥漫几十里。张介然等人，听到吹军角以及鼓噪骚乱的声音，又未能向士兵发放盔甲，气势已经受挫，才导致覆败。
安史之乱爆发后，唐玄宗在河南關鍵道路上張貼榜單懸賞安禄山的首級，並下令杀其子安庆宗等人。安禄山攻入陈留北城後，聽闻安庆宗已被殺死，便在車中两手抚住胸口，大哭了好幾聲，說：“我有什麼罪過，居然要杀我的兒子？”於是縱令士兵行兇。先是把陈留投降的近萬名兵将，排列在路邊，令其牙將全部殺死，血流如河。又在軍營門口將张介然斬殺，安祿山才稍稍解氣。在陈留城下駐下軍隊，讓他的將領李庭望擔任了节度镇。
天宝十五年，唐玄宗追赠张介然工部尚书，賜其長子五品官階。

## 延伸阅读
[在维基数据编辑]
 《舊唐書·卷187下》，出自刘昫《舊唐書》